# Vatry
Vatry è un comune francese di 109 abitanti situato nel dipartimento della Marna nella regione Grand Est.
Nel suo territorio sorge l'Aeroporto di Parigi-Vatry, utilizzatto soprattutto come aeroporto cargo.

## Società

### Evoluzione demografica
Abitanti censiti